# Bracigliano
Bracigliano ist eine italienische Gemeinde mit 5301 Einwohnern (Stand 31. Dezember 2023) in der Provinz Salerno in der Region Kampanien. Sie ist Teil der Bergkommune Comunità Montana Irno – Solofrana.

## Geographie
Die Nachbargemeinden sind  Forino (AV), Mercato San Severino, Montoro (AV), Quindici (AV) und Siano. Die Ortsteile sind Casa Danise, Casale, Manzi, Masseria, Pero, San Nazario, Santa Lucia, Spineto und Tuoro.